# Prairie du Sac (Wisconsin)
Prairie du Sac – miasto w Stanach Zjednoczonych, w stanie Wisconsin, w hrabstwie Sauk.